# Wallia
Wallia (alternative stavemåder omfatter Vallia, Valia, Walia og Walja) blev visigoternes konge, da Sigerik blev myrdet i 415. Han fik forhandlet en aftale med det vestromerske rige, der betød, at visigoterne skulle kæmpe for romerne i Spanien, men til gengæld fik folket mad, og i 418 fik de lov til at bosætte sig i Gallia Aquitania. Wallias regeringstid blev relativt kort, idet han døde i 418.

## Visigoterne i 415
Visigoternes situation ved Sigeriks død i 415 var lige så uafklaret, som da Alarik døde i 410: Visigoterne havde regionens stærkeste hær, men de manglede et landområde, der kunne brødføde dem. Det var netop manglen på mad, der havde tvunget dem fra Sydfrankrig til Nordspanien, og i sommeren 415 var der så meget utilfredshed blandt visigoterne, at først kong Ataulf, og derefter kong Sigerik blev dræbt.

## Wallias regeringstid
Historikerne kan ikke sige meget om Wallias herkomst. Peter Heather skriver, at han "tilsyneladende ikke var i familie med de foregående konger". Wallias første prioritet var at skaffe mad til folket, og han indgik en aftale med det vestromerske riges stærke mand, Constantius. Han sendte kejserens halvsøster Galla Placidia - der først havde været gidsel og derefter gift med Athaulf - retur til Ravenna og han lovede, at goterne ville kæmpe for kejser Honorius. Til gengæld fik de 600.000 modii hvede. Goternes dominerende rolle i romersk politik var herefter slut, og de indgik i stedet som allierede i kampen mod de øvrige barbarer.
Store dele af Spanien havde siden 411 været besat af de stammer, der krydsede Rhinen i 406, og besættelsen havde kostet kejserriget dyrt i manglende skatter og afgifter. I 416 var den nye romersk-gotiske alliance parat til at slå igen. Historikeren Hydatius beretter:
| Citat | Alle de silingske Vandaler i Baetica blev udslettet af kong Wallia. Alanerne, som regerede over vandalerne og sveberne, led så store tab mod goterne, at, da deres konge, Addax, var død, havde de få overlevende ikke længere tanke for deres eget kongerige, men stillede sig under beskyttelse af Gunderik, kongen af de (hasdingske) vandaler, der havde bosat sig i Gallaecia. | Citat |
|       | |       |

I 418 gav Constantius visigoterne besked om at slutte felttoget, og han gav dem land i Aquitanien i Sydfrankrig, i Garonne-dalen mellem Bordeaux og Toulouse, hvor de kunne dyrke jorden og brødføde sig selv. Her var de godt af vejen i forhold til Italien, og de var samtidigt lige ved hånden til de afsluttende kampe mod barbarerne i Spanien.
Wallia nåede ikke at se frugterne af sin indsats, for i 418 døde han, ifølge Peter Heather formentligt af naturlige årsager. Han var gift, og historikeren Herwig Wolfram sætter spørgsmålstegn ved en påstand om, at hans hustru var fra balti-klanen. Det eneste barn i ægteskabet, man har kendskab til, var en datter, der blev gift med et medlem af den svebiske kongefamilie, og som blev mor til generalen Ricimer.